# Palacio de Xiengkeo
El Palacio de Xiengkeo fue la antigua residencia real del primer ministro del país asiático de Laos, el príncipe Phetsarath. Los edificios eran de un estilo de la época colonial francesa y del estilo de Luang Prabang. Después de la revolución comunista en la década de 1970, fue convertido en un hotel y pasó a llamarse Hotel Grand Luang Prabang. 